# 小園千加
小園 千加（こぞの ちか、1986年3月3日 - ）は、日本のフリーアナウンサー。ベースボールプランニング所属。大阪府大阪市出身。

## 来歴・人物
大阪市立汎愛高等学校硬式野球部マネージャーを経て、ベースボールプランニングアナウンスアカデミーに入学。2014年からベースボールプランニングに所属。2015年シーズンは、BASEBALL FIRST LEAGUE（現・関西独立リーグ (2代目)）兵庫ブルーサンダーズの専属公式記録員として主催試合の公式記録員を担当。兵庫ブルーサンダーズでの活動について2016年2月9日発行の神戸新聞に掲載された。
2016年より、同一リーグの06BULLSの専属アナウンサーを務め、場内アナウンス・音響・ヒーローインタビュー・イベントＭＣ・スタンドレポート・06RADIOのパーソナリティーなど、試合演出を務めた。
2016年10月22日に放送されたマツコ会議では、マツコ・デラックスより焦っているウグイス嬢と命名される。

## テレビ出演
- マツコ会議（2016/10/22）
- よーいドン（2016/12/23）
- 朝生ワイド す・またん!（2017/1/18）